# Grand Prix Brazylii 1982
Grand Prix Brazylii 1982 (oryg. Grande Prmio do Brasil) – druga runda Mistrzostw Świata Formuły 1 w sezonie 1982, która odbyła się 21 marca 1982, po raz trzeci na torze Jacarepagua.
11. Grand Prix Brazylii, 10. zaliczane do Mistrzostw Świata Formuły 1.

## Klasyfikacja
| Legenda oznaczeń w tabelach wyników Wyświetl szablon na nowej stronie | Legenda oznaczeń w tabelach wyników Wyświetl szablon na nowej stronie                                                                     |
| Oznaczenie                                                            | Wyjaśnienie |
| --------------------------------------------------------------------- | --- |
| Złoty                                                                 | Zwycięzca lub mistrzostwo |
| Srebrny                                                               | 2. miejsce lub wicemistrzostwo |
| Brązowy                                                               | 3. miejsce lub II wicemistrzostwo |
| Zielony                                                               | Ukończył, punktował (w klasyfikacji generalnej, gdy zdobył co najmniej jeden punkt na przestrzeni sezonu, poza trzema powyższymi opcjami) |
| Niebieski                                                             | Ukończył, nie punktował (w klasyfikacji generalnej, gdy nie zdobył co najmniej jednego punktu na przestrzeni sezonu)                      |
| Czerwony                                                              | Nie zakwalifikował się (NZ) |
| Czerwony                                                              | Nie prekwalifikował się (NPK) |
| Różowy                                                                | Nie ukończył (NU) |
| Różowy                                                                | Niesklasyfikowany (NS) (w klasyfikacji generalnej, gdy nie został sklasyfikowany w żadnym wyścigu sezonu)                                 |
| Czarny                                                                | Zdyskwalifikowany (DK) |
| Czarny                                                                | Wykluczony (WYK/EX) |
| Biały                                                                 | Nie wystartował (NW) |
| Biały                                                                 | Kontuzjowany (K/INJ) |
| Biały                                                                 | Wyścig odwołany (OD/C) |
| Bez koloru                                                            | Został wycofany (WYC/WD) |
| Bez koloru                                                            | Nie przybył (NP/DNA) |
| Bez koloru                                                            | Nie brał udziału w treningach (NT/DNP) |
| Bez koloru                                                            | Nie został zgłoszony (–) |
| Pogrubienie                                                           | Start z pole position |
| Kursywa                                                               | Najszybsze okrążenie wyścigu |
| †                                                                     | Nie ukończył, ale jego rezultat został zaliczony ze względu na przejechanie więcej niż 90% dystansu wyścigu.                              |
| *                                                                     | Sezon w trakcie |
| 1/2/3                                                                 | Punktowana pozycja w sprincie kwalifikacyjnym                                                                                             |
| Lista systemów punktacji Formuły 1                                    | |

| Poz | Nr | Kierowca           | Konstruktor     | Okrążenia | Czas/powód NU   | Poz. start. | Punkty |
| --- | -- | ------------------ | --------------- | --------- | --------------- | ----------- | ------ |
| 1   | 15 | Alain Prost        | Renault         | 63        | 1:44:33.134     | 1           | 9      |
| 2   | 7  | John Watson        | McLaren-Ford    | 63        | + 2.990         | 12          | 6      |
| 3   | 12 | Nigel Mansell      | Lotus-Ford      | 63        | + 36.859        | 14          | 4      |
| 4   | 3  | Michele Alboreto   | Tyrrell-Ford    | 56        | + 50.761        | 13          | 3      |
| 5   | 9  | Manfred Winkelhock | ATS-Ford        | 62        | + 1 okrążenie   | 15          | 2      |
| 6   | 28 | Didier Pironi      | Ferrari         | 62        | + 1 okrążenie   | 8           | 1      |
| 7   | 4  | Slim Borgudd       | Tyrrell-Ford    | 61        | + 2 okrążenia   | 21          |        |
| 8   | 17 | Jochen Mass        | March-Ford      | 61        | + 2 okrążenia   | 22          |        |
| 9   | 31 | Jean-Pierre Jarier | Osella-Ford     | 60        | + 3 okrążenia   | 23          |        |
| 10  | 30 | Mauro Baldi        | Arrows-Ford     | 57        | + 6 okrążeń     | 19          |        |
| DK  | 1  | Nelson Piquet      | Brabham-Ford    | 63        | Dyskwalifikacja | 7           |        |
| DK  | 6  | Keke Rosberg       | Williams-Ford   | 63        | Dyskwalifikacja | 3           |        |
| NU  | 10 | Eliseo Salazar     | ATS-Ford        | 38        | Silnik          | 18          |        |
| NU  | 20 | Chico Serra        | Fittipaldi-Ford | 36        | Zawieszenie     | 25          |        |
| NU  | 2  | Riccardo Patrese   | Brabham-Ford    | 34        |                 | 9           |        |
| NU  | 27 | Gilles Villeneuve  | Ferrari         | 29        | Wypadł z toru   | 2           |        |
| NU  | 8  | Niki Lauda         | McLaren-Ford    | 22        | Kolizja         | 5           |        |
| NU  | 16 | René Arnoux        | Renault         | 21        | Kolizja         | 4           |        |
| NU  | 5  | Carlos Reutemann   | Williams-Ford   | 21        | Kolizja         | 6           |        |
| NU  | 11 | Elio de Angelis    | Lotus-Ford      | 21        | Kolizja         | 11          |        |
| NU  | 25 | Eddie Cheever      | Ligier-Matra    | 19        | Wyciek wody     | 26          |        |
| NU  | 23 | Bruno Giacomelli   | Alfa Romeo      | 16        | Sprzęgło        | 16          |        |
| NU  | 26 | Jacques Laffite    | Ligier-Matra    | 15        | Podwozie        | 24          |        |
| NU  | 22 | Andrea de Cesaris  | Alfa Romeo      | 14        | Podwozie        | 10          |        |
| NU  | 33 | Derek Daly         | Theodore-Ford   | 12        | Wypadł z toru   | 20          |        |
| NU  | 18 | Raúl Boesel        | March-Ford      | 11        | Wypadł z toru   | 17          |        |
| NZ  | 36 | Teo Fabi           | Toleman-Hart    |           |                 |             |        |
| NZ  | 29 | Brian Henton       | Arrows-Ford     |           |                 |             |        |
| NZ  | 35 | Derek Warwick      | Toleman-Hart    |           |                 |             |        |
| NZ  | 14 | Roberto Guerrero   | Ensign-Ford     |           |                 |             |        |
| NZ  | 32 | Riccardo Paletti   | Osella-Ford     |           |                 |             |        |